# 乙女よ嘆くな
『乙女よ嘆くな』（おとめよなげくな、原題・英語: Alice Adams）は、1935年に製作・公開されたアメリカ合衆国の映画である。1923年に映画化されたブース・ターキントンの小説の再映画化であり、ジョージ・スティーヴンスが監督、キャサリン・ヘプバーンが主演している。
ヘプバーンは『勝利の朝』に続く2度目のアカデミー主演女優賞ノミネーションを受けた。

## キャスト
- アリス・アダムス：キャサリン・ヘプバーン
- アーサー・ラッセル：フレッド・マクマレイ
- ヴァージル（アリスの父）：フレッド・ストーン
- ミルドレッド・パーマー：イヴリン・ヴェナブル
- ウォルター（アリスの兄）：フランク・アルバートソン
- アリスの母：アン・シューメイカー
- マレーナ（メイド）：ハティ・マクダニエル

## スタッフ
- 監督：ジョージ・スティーヴンス
- 製作：パンドロ・S・バーマン
- 脚色：ドロシー・ヨスト、モーティマー・オフナー、ジェーン・マーフィン
- 音楽：ロイ・ウェッブ
- 撮影：ロバート・デ・グラス
- 編集：ジェーン・ローリング（ノンクレジット）
- 美術：ヴァン・ネスト・ポルグレイズ
- 衣裳：ウォルター・プランケット

## アカデミー賞ノミネーション
- 第8回アカデミー賞
  - 作品賞
  - 主演女優賞：キャサリン・ヘプバーン

## 参考資料
- アン・エドワーズ『キャサリン・ヘプバーン』（文藝春秋）
- キャサリン・ヘプバーン『Me　キャサリン・ヘプバーン自伝』（文藝春秋）